# Vik ej ur mitt hjärta
Vik ej ur mitt hjärta är en psalm med sexton verser från 1843 författad av Carl Gustaf Cassel (1783-1866). Psalmen bearbetades vidare 1850 av Carl Olof Rosenius och tonsättning till den gjordes också 1850 av Oscar Ahnfelt.

## Publicerad i
- Hemlandssånger (1891) som sång nr 318 under rubriken "Kärleken / Helgesen"[1].
- Lova Herren (1988) som sång nr 558 under rubriken "Trons liv / Guds barn i bön och efterföljelse".